# Keflavíks flygplats

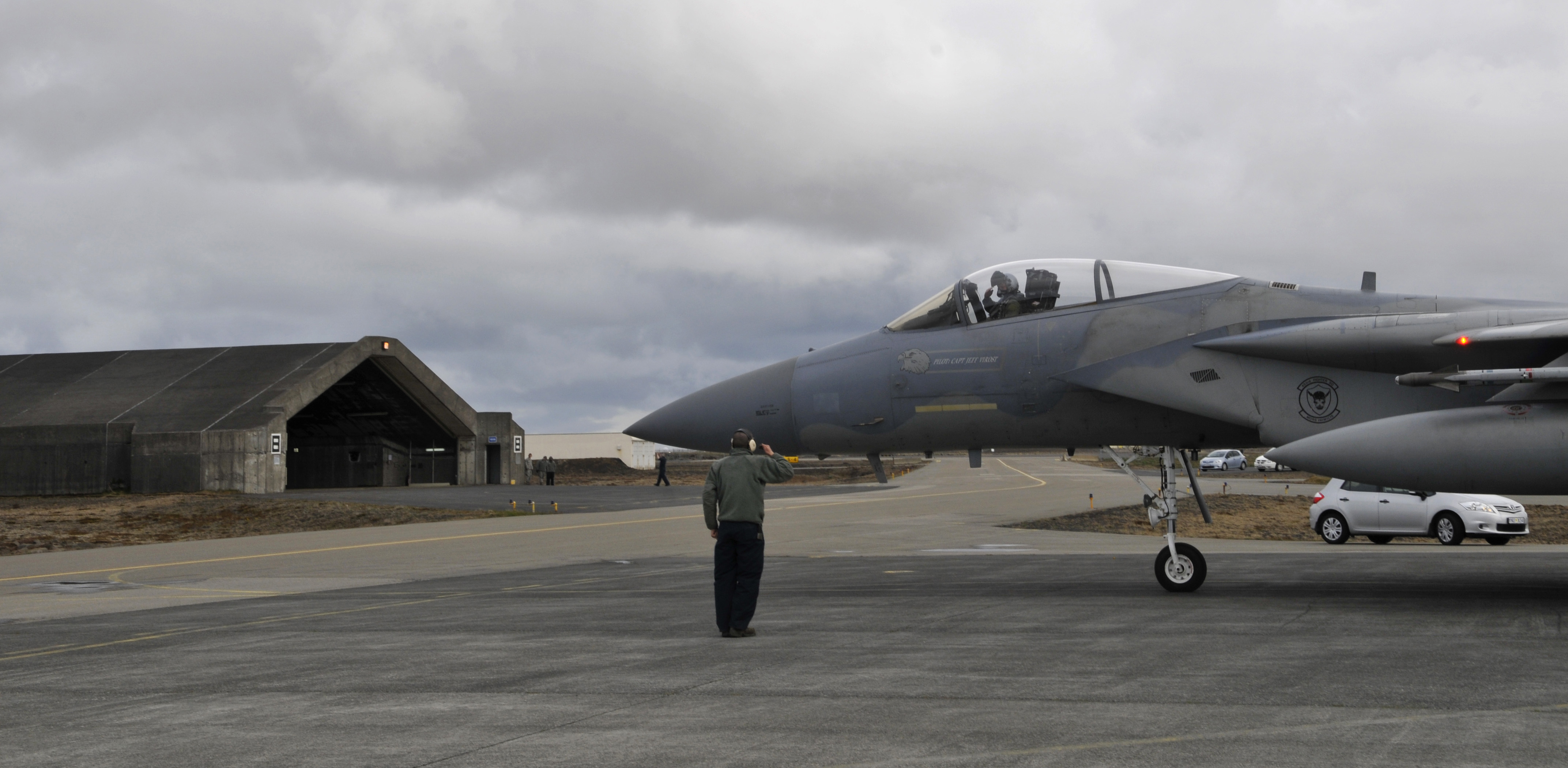
F-15C baserad i Keflavík i samband med Icelandic Air Policing våren 2012.

Keflavíks flygplats (IATA: KEF, ICAO: BIKF) (isländska: Keflavíkurflugvöllur, även: Reykjavík-Keflavíks flygplats) är Islands största flygplats. Den ligger nära orten Keflavík, omkring 50 km väster om huvudstaden Reykjavík. Flygplatsen har Islands enda landningsbanor för stora flygplan för längre avstånd. Nästan alla utrikesresor till eller från Island går via flygplatsen. Antal passagerare var 4 858 683 stycken (2015). Det finns också en flygplats inne i själva Reykjavík, främst avsedd för inrikestrafik, se Reykjavíks flygplats. Keflavík är en viktig flygplats för eventuella nödlandningar av tvåmotoriga flygplan med fel på ena motorer. Tvåmotoriga plan måste alltid vara inom ett visst maxavstånd till en flygplats enligt ETOPS-reglerna, och Keflavík möjliggör transatlantiska flygningar med tvåmotoriga flygplan.
Flygplatsen är ett nav för Icelandair.

## Historia
Landningsbanorna byggdes helt på USA:s bekostnad för militära behov 1942–1943, då Island var ockuperat av USA under andra världskriget. Efter kriget blev flygplatsen en populär tankningsflygplats för civilt flyg, eftersom planen inte kunde gå sträckor som till exempel London–New York utan att tanka. En mindre terminalbyggnad byggdes inom militärt område där passagerarna fick passera amerikansk militär kontroll. 1987 invigdes en större civil terminalbyggnad utanför militärbasområdet. Den kallas Flugstöð Leifs Eiríkssonar.

## Galleri

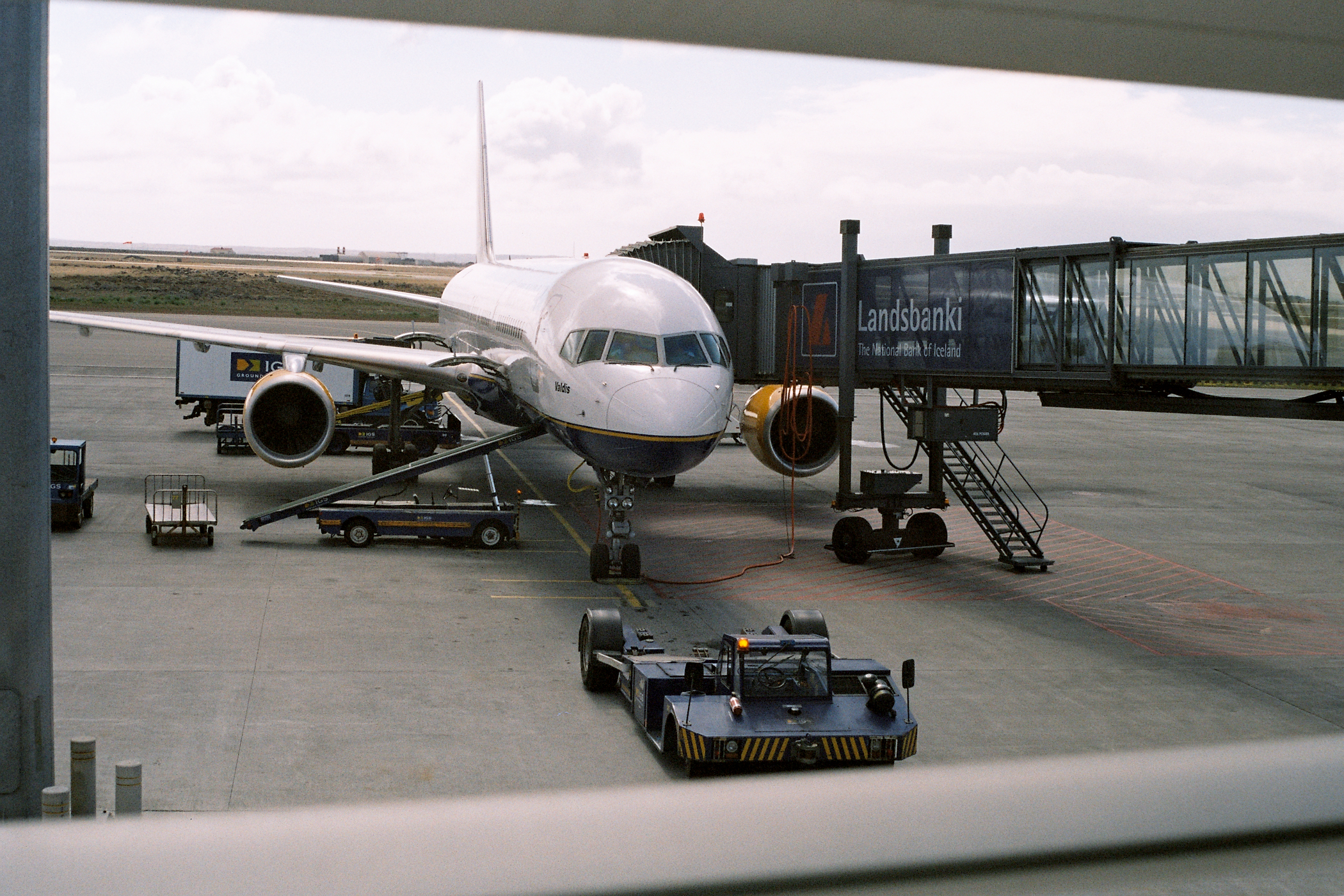
En Boeing 757 för Icelandair står vid gate på flygplatsen.
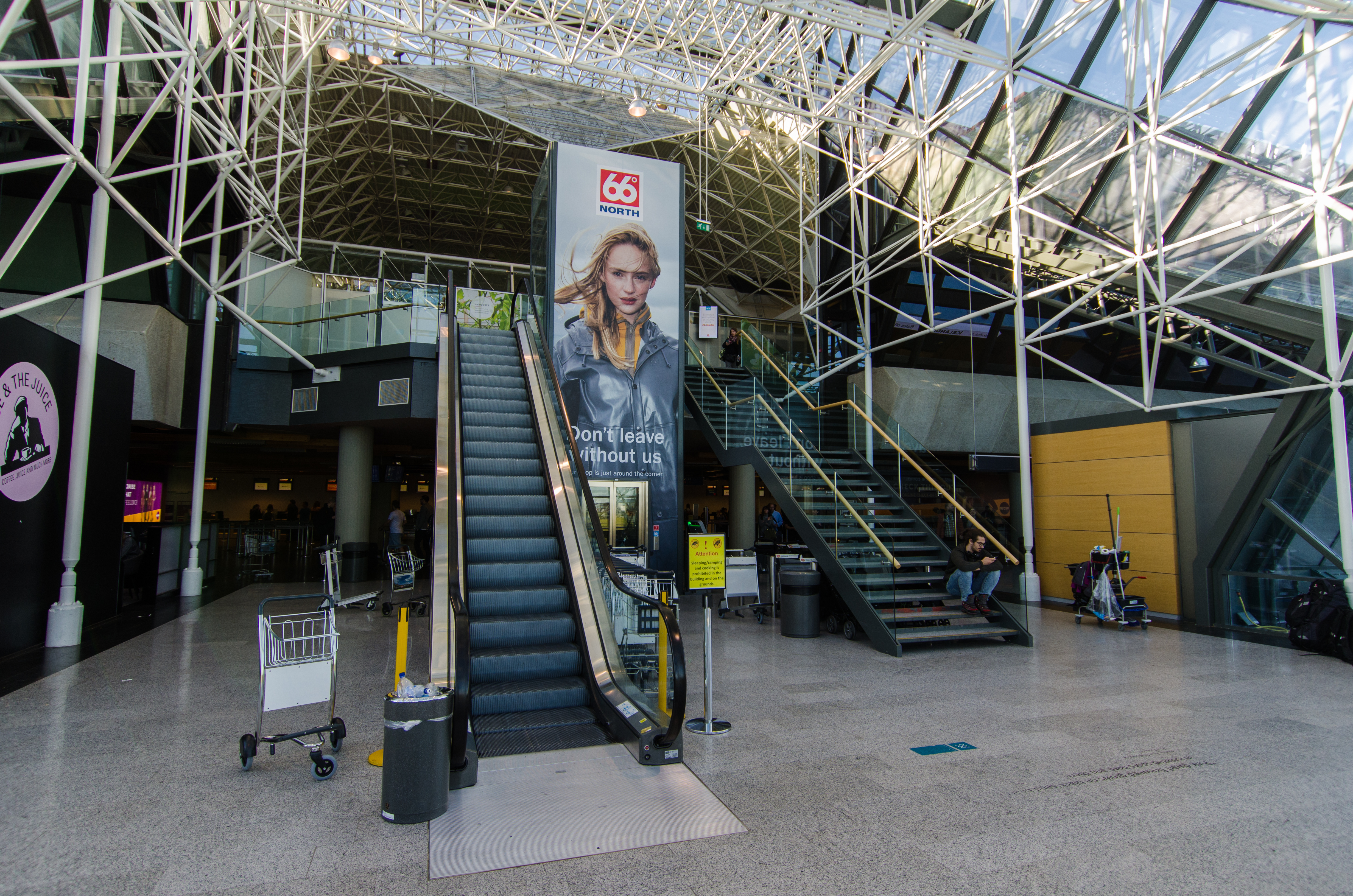
En del av terminalbyggnaden sedd inifrån.
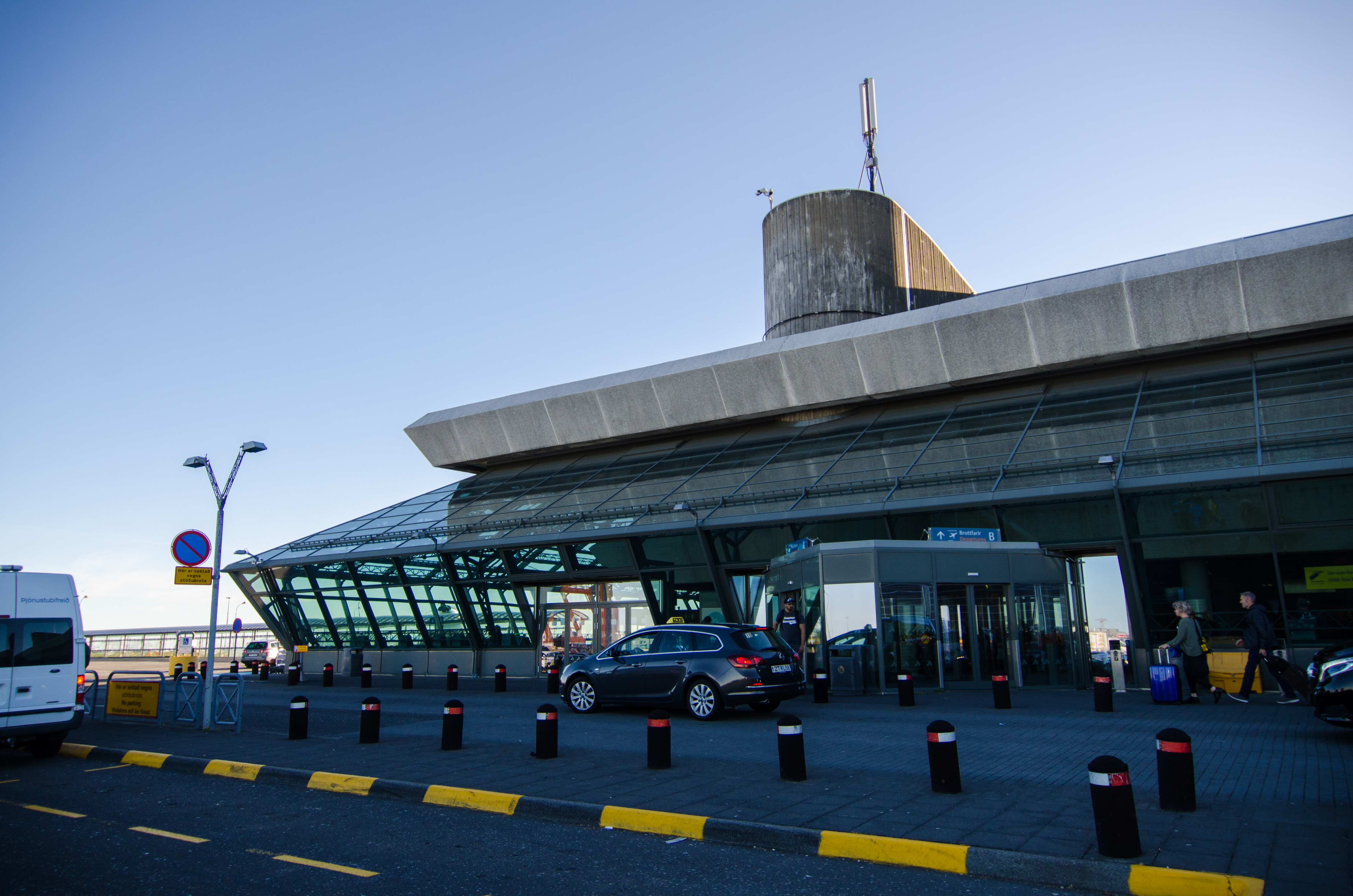
En del av terminalbyggnaden sedd utifrån.